# Islas Coronado
Las Islas Coronado son un grupo de cuatro islas pequeñas situadas frente a la costa noroeste del estado mexicano de Baja California. Azotadas por el viento y las olas, tienen muy poca vegetación y permanecen deshabitadas, excepto por un pequeño destacamento militar y unos pocos guardafaros. Las islas están situadas entre 25,6 y 32 kilómetros al sur de la entrada de la bahía de San Diego, a solo 13,6 kilómetros de la península mexicana. Por su gran importancia natural y nivel de endemismos, a partir de 2016, por decreto presidencial, las cuatro islas de este grupo así como su mar circundante, forman parte de la Reserva de la Biosfera "Islas del Pacífico de la Península de Baja California", que a su vez protege otras islas vecinas. 
Las Islas Coronado forman parte del municipio de Tijuana:

Artículo 7°. El estado de Baja California se divide y comprende las siguientes Municipalidades (...) Tijuana.

c) El Municipio de Tijuana está formado por (...), corresponden además a la jurisdicción del Municipio de Tijuana, las Islas Coronado que quedan comprendidas entre las latitudes extremas del municipio en el Océano Pacífico.
Decreto publicado en el Diario Oficial de Baja California el 20 de diciembre de 1959.

## Nombre y ubicación de las Islas Coronado
Las islas están aproximadamente a 13 km de la costa de Baja California en línea recta, sus nombres y coordenadas son las siguientes:
- Isla Coronado Norte (32°28′N, 117°18′O), con una superficie de 48 ha;
- Isla Pilón de Azúcar, también llamada Isla Roca Media (32° 25′N, 117°16′O) y 7  ha;
- Isla Coronado Centro, también llamada Isla Intermedia (32°25′N, 117°16′O) y 14 ha;
- Isla Coronado Sur (32°25′N, 117°15′O) y 183 ha;

## Historia
En septiembre de 1542 Juan Rodríguez Cabrillo las llamó islas Desiertas, en 1602 Sebastián Vizcaíno las llamó Cuatro Coronados, han sido llamadas también en conjunto o unitariamente: Los Obispos, Las Coronadas, El Sarcófago, Islas del Muerto, Isla de Cortés (norte), Corpus Christi, Isla de la Momia, Islote Chico de Enmedio, e Islote Grande de Enmedio. Han sido llamadas también "Los Centinelas de la Bahía de San Diego" (California), aun cuando pertenecen a Baja California, México.
Durante la época de la ley seca un estadounidense de nombre Fred Hamilton y un hombre de negocios de Tijuana, Mariano Escobedo, obtuvieron del gobierno mexicano una licencia para operar un casino de juegos en la caleta ubicada en la Isla Coronado Sur, el hotel-casino funcionó como "Club de Yates", desafortunadamente para ellos, la Ley seca terminó en Estados Unidos en 1933 y en 1934 el gobierno mexicano abolió los casinos de apuestas. 
En 1935 los inversionistas hicieron un último intento para rescatar su inversión de la bancarrota, en mayo de 1935 ofrecieron los pasajes al casino de la isla gratis, saliendo desde Los Ángeles, ofrecieron buena música, baile, buena comida, buena pesca y senderos de caminata. Desgraciadamente para los inversionistas, eso no funcionó y la empresa quebró.
Después de la bancarrota del hotel-casino, las instalaciones fueron ocupadas en su piso superior por elementos de la Armada de México, en tanto pescadores de la región solían ocupar la planta baja, en 1983 el fenómeno El Niño azotó con marejadas históricas las Islas Coronado y destruyó por completo las instalaciones del casino, hoy solo existen los pilotes en que estuvo asentado el "Club de Yates". La caleta en que estuvo ubicada el hotel-casino es el sitio en que desembarca la marina mexicana provisiones y agua para la guarnición militar y el guardafaros. Junto a las construcciones en que habitan los guardafaros y marinos existe una plancha de concreto que sirve de helipuerto.

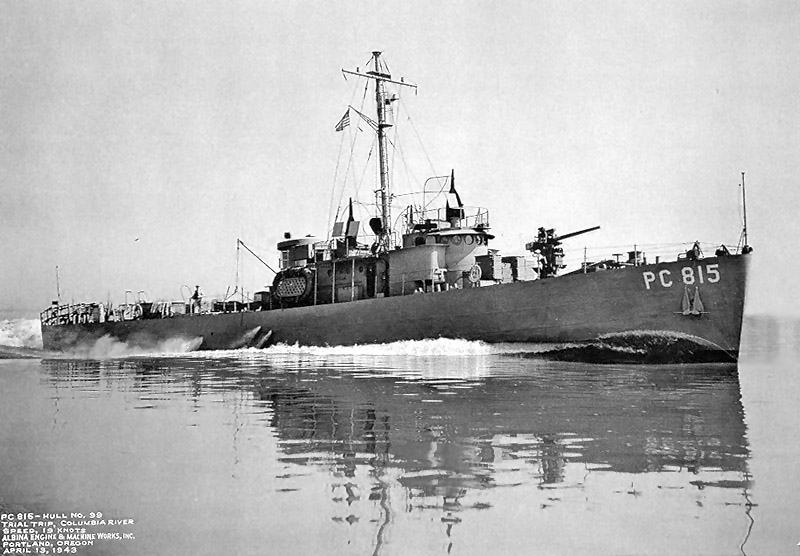
El navío USS PC 815 en su viaje de pruebas.

### Bombardeo por un navío militar de Estados Unidos
Durante la Segunda Guerra Mundial la Isla Coronado Sur fue bombardeada por el navío USS PC 815 basado en San Diego (California) comandado por L. Ron Hubbard que después de la guerra cobró fama por sus libros y conferencias sobre Dianética y Cienciología. El 28 de junio de 1943 se le ordenó  participar en un simulacro de guerra antisubmarina mar adentro junto con otras naves de guerra, el ejercicio terminó temprano y Hubbard al regreso decidió por su cuenta practicar con fuego real sobre la isla, aparentemente ignoraba que la isla era mexicana y estaba habitada por guardafaros y marinos, el gobierno mexicano protestó, Hubbard fue relevado del mando y recibió una severa amonestación.

## Características

Apartamentos de los guarda faros.

La Isla Coronado Norte tiene 153 m s. n. m. de altura y unos 800 m de largo, no tiene bahía pero los botes pueden anclar en una caleta del lado Este. 
La Isla Coronado Sur tiene cerca de 3,2 km de largo, 220 m s. n. m. de altura y 800 m de ancho, tiene la única pequeña bahía de las islas, llamada Puerto Cueva o Puerto del Casino, durante la época de la Ley seca (1920-1933) la caleta o pequeña bahía fue conocida por las autoridades de Estados Unidos como "Smugglers Cave" o "Cueva de contrabandistas" ya que en ella los contrabandistas de licor acumulaban las cajas que posteriormente de forma ilegal introducían a California. 
Los faros están ubicados en esta isla, uno en cada extremo y son atendidos por personal civil dependiente de la SCT, la casa habitación de los guarda faros fue edificada en 1931 y consta de dos pequeños apartamentos, uno para cada guardafaros, cada apartamento es habitado por un guarda faros durante 30 días, al retirarse su relevo ocupa el otro departamento. 
La guarnición militar (marinos), que es relevada cada 30 días radica en la isla, no permite el desembarco y se requiere un permiso para desembarcar que se obtiene en la Armada de México, sede Ensenada. El desembarco a la isla es difícil, no existe muelle ni comodidad alguna. En esta isla se localiza el Campamento Islas Coronado que tiene una población de 270 habitantes (2005).
Cerca de la Isla Coronado Sur, de cara a la costa, hay varios corrales o criaderos marinos de atún, al lado de ellos están anclados barcos-fábrica que procesan el producto y lo exportan, la iluminación nocturna de ellos es visible desde las costas de Tijuana y Rosarito al ocultarse el sol. 
La Isla Coronado Centro tiene 32 m s. n. m. de altura, es un pico rocoso con una masa de cactáceas y matorrales cerca de la cima.
La Isla Pilón de Azúcar tiene una altura de 33 m s. n. m., es muy difícil desembarcar en ella y ofrece poco o ningún atractivo, tiene poca vegetación y sólo existe guano de aves principalmente migratorias que ahí descansan.
Se dice que en la zona abunda la buena pesca, por ello a diario parten de Rosarito y San Diego (California) un buen número de embarcaciones con franquicia de pesca deportiva a las islas.

## Flora y fauna

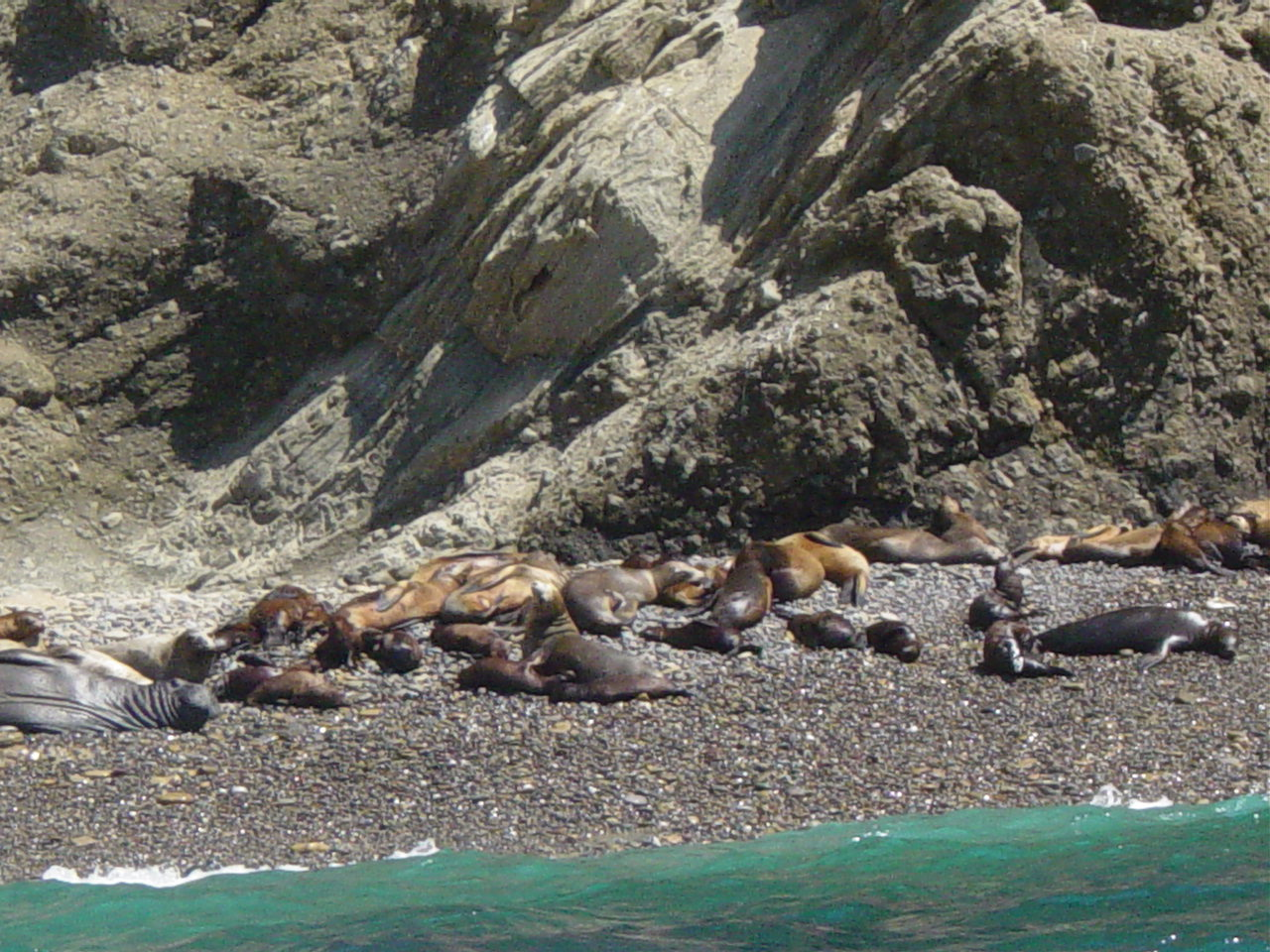
Focas, lobos marinos y elefantes marinos en "La Lobera", lado oeste de la Isla Coronado Sur.

Existen colonias de aves marinas tales como gaviotas, alcatraces, pelícanos y petreles. Como dato curioso, la gaviota y el petrel anidan en las Islas Coronado Sur y Centro, el pelícano en la Isla Coronado Norte. 
En las islas se encuentran al menos diez especies de reptiles y anfibios. La más conocida es la víbora de cascabel de Coronado (Crotalus caliginis) que es endémica de la Isla Sur. Así mismo, moran en las islas la culebra topera de Coronado (Pituophis catenifer coronalis) que se alimenta de huevos de aves y roedores, el lagarto caimán de Coronado (Elgaria nana) habita en las islas Norte y Sur y también es endémico de estas islas. Otros reptiles comunes en las islas son el ¨escinco¨ (Plestiodon skiltonianus), la lagartija de costados manchados (Uta stansburiana) y la culebra nocturna (Hypsiglena torquata). Los anfibios presentes en estas islas son la salamandra de jardín (Batrachoseps major) y la salamandra de árbol (Aneides lugubris) que solo vive en la Isla Coronado Norte. 
Solo existe una especie de mamífero terrestre, el ratón venado (Peromyscus maniculatus assimilis) endémico de las islas. Los mamíferos marinos abundan en las islas, es común ver colonias de focas y lobos marinos.
Las aguas circundantes soportan distintos peces e invertebrados propios de aguas someras por encontrarse en el área de la plataforma continental. La fauna bentónica se caracteriza de corales, erizos marinos (Strongylocentrotus franciscanus y S. purpuratus) dos especies de langostas (Panulirus interruptus y P. inflatus), dos especies de abulones (Haliotis laevigata y H. rubra), cuyas poblaciones disminuyeron por la pesca.  Se han documentado tres especies de corales blandos en las costas (Muricea californica, M. fruticosa y Lophogorgia sp.), y una de corales duros (Astrangia losangellensis), así como Allopora californica en zonas rocosas. 
En los mares que dividen las islas existen bosques de sargazo gigante (Macrocystis pyrifera) el cual es un hábitat importante para peces como el garibaldi (Hypsypops rubicunda), rocotes (Sebastes spp.) y sargacero (Gibbonsia elegans). Otros peces de la zona son la sardina Monterrey (Sardinops sagax), anchoveta norteña (Engraulis mordax), macarela (Scomber japonicus), atún aleta azul (Thunnus thynnus), jurel (Seriola lalandi), barracuda (Sphyraena argentea), tiburón blanco (Carcharodon carcharias), tiburón azul (Prionace glauca) y tiburón martillo (Sphyrna lewini), así como la emblemática manta gigante (Manta birostris).

### Provincia Libre
La Provincia Libre de la Isla Coronado del Sur es una entidad autoproclamada que ocupa una pequeña isla frente a la costa de Baja California, México. Fue fundada en 2021 por un grupo de descendientes de unos visionarios que intentaron crear un país independiente en la isla en 1932, pero que fracasaron. La provincia se inspira en el legado de los visionarios y en el de los marineros alemanes que también trataron de establecer una república en la isla en 1913. La provincia busca el reconocimiento internacional de su soberanía y el respeto a su autodeterminación. La provincia se enfrenta a la oposición de México y Estados Unidos, que están en contra de este separatismo. La provincia se caracteriza por su espíritu libre, pacífico y próspero.

### Estudios de Impacto Ambiental
Greenpeace México asevera que México incurrió en la omisión de la aplicación efectiva de disposiciones de su legislación ambiental al permitir la construcción de una Terminal Regasificadora de Gas Natural Licuado (la “Terminal”) de forma adyacente a las Islas Coronado y a una colonia de reproducción del ave marina considerada en riesgo el Mérgulo de Xantus o Synthliboramphus hypoleucus (la cual se encuentra en la lista de especies en riesgo bajo la categoría de peligro de extinción bajo la regulación mexicana). Por lo que inició una petición de revisión el 3 de mayo de 2005. El 15 de febrero de 2006 la compañía Chevron Texaco suspendió de manera definitiva su pretensión, notificando de ello a la Secretaría de Medio Ambiente y Recursos Naturales. Finalmente, el 18 de enero de 2007, se informa que el gobierno de México ha incurrido en omisiones conforme a los Artículos 14 y 15 del Acuerdo de Cooperación Ambiental de América del Norte, al no evaluar el impacto ambiental que se ocasionaría, y; en desapego a lo estipulado en la Ley General del Equilibrio Ecológico y la Protección al Ambiente, así como de la Ley General de Vida Silvestre.